# 한국축산환경시설기계협회
한국축산환경시설기계협회는 축산시설, 기계 및 기구 관련 산업의 발전을 위해 계열간 협업과 시스템화를 통한 고도이용 및 실용화를 추진할 목적으로 2003년 7월 12일 설립된 대한민국 농림축산식품부 소관의 사단법인이다. 사무실은 충청남도 천안시 동남구 터미널3길 37, 211호 (신부동, 은본빌딩)에 있다.

## 주요 사업
- 축산환경시설기계산업의 합리적인 경영지도 및 규격화 사업
- 축산환경시설기계산업의 유통구조 개선 및 가격안정에 관한 사항
- 축산환경시설기계 및 친환경축산 산업 기술개발 및 연구조사 사업
- 축산환경시설기계산업 및 친환경축산 발전을 위한 학술회의, 정보교환 및 홍보사업
- 축산환경시설기계산업 및 친환경축산에 대한 간행물 발간
- 정부기관 위촉 사업
- 기타 협회의 목적달성을 위하여 필요하다고 인정되는 사업